# Phallus
Phallus é um gênero de fungos.

## Espécies
- Phallus atrovolvatus
- Phallus aurantiacus
- Phallus calongei
- Phallus celebicus
- Phallus drewesii
- Phallus duplicatus
- Phallus galericulatus
- Phallus glutinolens
- Phallus formosanus
- Phallus hadriani
- Phallus impudicus
- Phallus indusiatus
- Phallus luteus
- Phallus maderensis
- Phallus minusculus
- Phallus pygmaeus
- Phallus purpurascens
- Phallus ravenelii
- Phallus roseus
- Phallus rubicundus
- Phallus tenuissimus